# Aarne Pohjonen
Aarne Anders Pohjonen (29 marzo 1886 – 22 dicembre 1938) è stato un ginnasta finlandese.

## Palmarès

### Olimpiadi
- Bronzo a Londra 1908 nel concorso a squadre.